# Эрвандун
Эрвандун (кит. упр. 二王洞, палл. Пещера второго князя) — пещера в районе Улун города центрального подчинения Чунцин Китайской Народной Республики. Длина пещеры — 42 139 метров, глубина — 441 метр. Пещера настолько велика, что в ней образовался собственный микроклимат. Пещера начинается на глубине 195 метров в карстовой воронке Нюбицзы. Пещера сформирована из известняка ордовикского периода.
Местные жители делают прогнозы погоды на основании наблюдения за пещерой. Если из неё выходит туман, они ждут дождя.